# Deutscher Verein zur Erforschung Palästinas

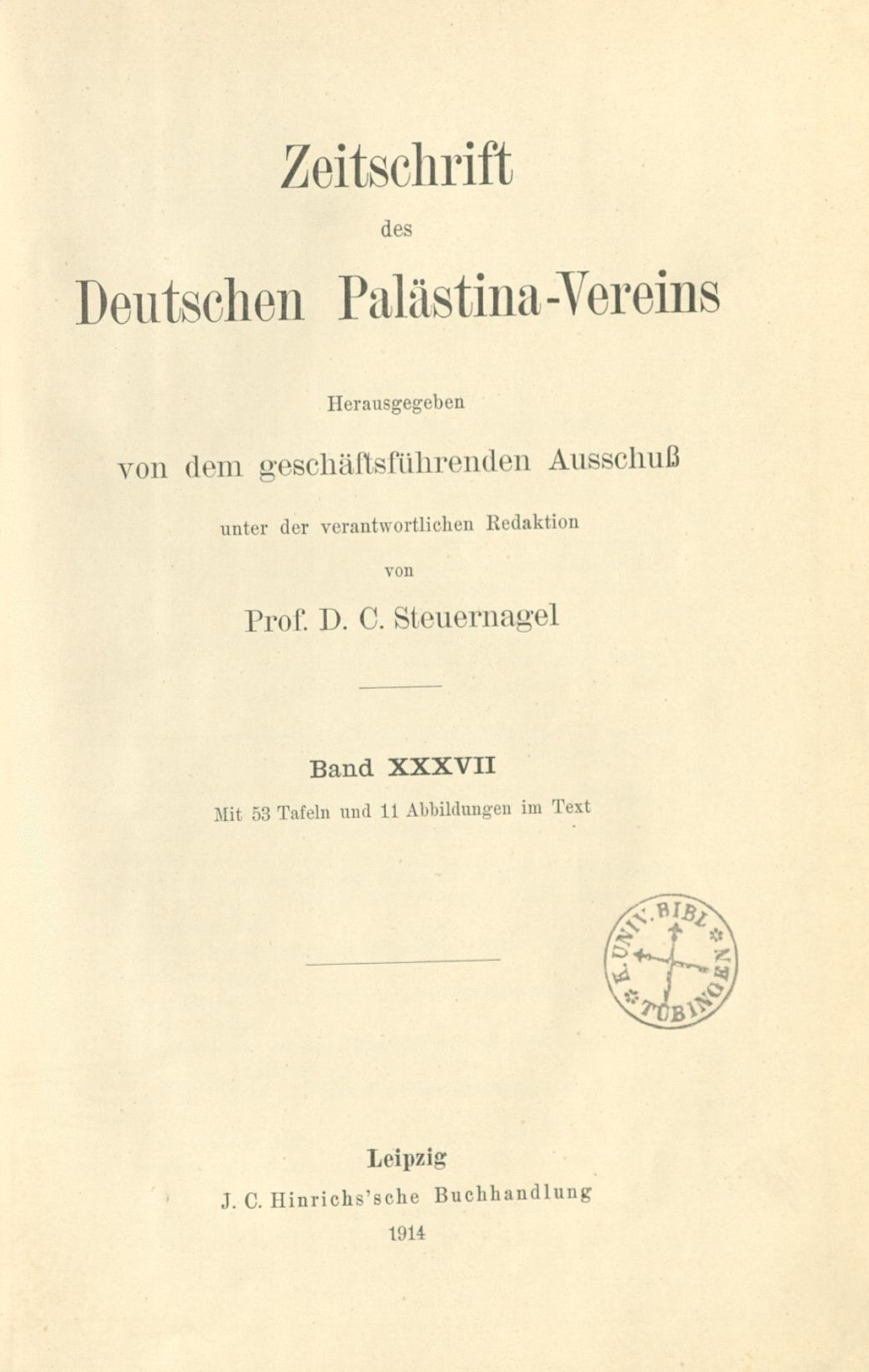
Jahrgang 37 (1914)

Der Deutsche Verein zur Erforschung Palästinas (auch kurz Deutscher Palästina-Verein) ist ein 1877 gegründeter Verein zur Förderung der wissenschaftlichen Erforschung der Geschichte und Kultur Palästinas, insbesondere seiner biblischen Vergangenheit. Der ehemalige Sitz war Leipzig, der gegenwärtige Sitz ist Bonn.
Tätigkeitsfelder sind die Biblische Archäologie, Ethnologie, Philologie, politische und Kunstgeschichte der Region Palästina.

## Geschichte und Auftrag
Der Verein wurde 1877 auf Initiative des Schweizer Gymnasiallehrers und Palästinaforschers Carl Ferdinand Zimmermann gegründet. Er strebte bei seiner Gründung eine Ausweitung der philologisch basierten Erforschung der Bibel durch Einbeziehung der Landeskunde an. Konfessionelle oder politische Grenzen wurden dabei jedoch nicht gesetzt. Vorbild war der 1865 gegründete britische Palestine Exploration Fund. In den Statuten heißt es unter anderem:
„§ 1: Unter dem Namen «Deutscher Verein zur Erforschung Palästina's» besteht auf Grund der nachfolgenden Statuten eine wissenschaftliche Gesellschaft und übt unter jenem Namen die Rechte der juristischen Persönlichkeit aus.“
Ferner wird in § 2 der Zweck des Vereins als „die wissenschaftliche Erforschung Palästina's nach allen Beziehungen zu fördern und die Theilname daran in weiteren Kreisen zu verbreiten“ benannt.
Die Palästinaforschung sollte durch topographische Befunde, durch Expeditionen in das Land der Schauplätze der Bibel sowie durch archäologische, geographische und ethnographische Forschung erweitert werden. Die aktuellen politischen Verhältnisse waren ebenfalls Gegenstand der Untersuchungen. Um diese Ziele zu erreichen, sollten die lokal begrenzten und zerstreuten Tätigkeiten nach britischem Vorbild gebündelt sowie die finanzielle Förderung der Forschung verbessert werden.
Wichtige Gründungsmitglieder waren der Orientalist Albert Socin und der Geistliche Konrad Furrer aus der Schweiz, der evangelische Theologe Emil Kautzsch, der Alttestamentler und Palaestinaforscher Hermann Guthe, der ehemalige deutsche Konsul in Jerusalem Georg Friedrich August von Alten, der amtierende Konsul Thankmar von Münchhausen, der Berliner Kartograph Heinrich Kiepert, der Stuttgarter Geologe Oscar Fraas, der evangelische Theologe Franz Delitzsch und der Leipziger Verleger Karl Baedeker junior.
Der Verein hatte im Gründungsjahr rund 230 zahlende Mitglieder. Er gab beim Verlag Karl Baedeker in Leipzig die jährlich erscheinende Zeitschrift des Deutschen Palästinavereins (ZDPV) heraus, die einen strikten wissenschaftlichen Anspruch hatte. Unter den prominentesten Mitgliedern waren die Kaiser Wilhelm I., Friedrich III. und Wilhelm II. sowie der preußische Generalfeldmarschall Helmuth von Moltke.
Etliche Mitglieder des Deutschen Palästinavereins waren zugleich Mitglieder des Palestine Exploration Fund, z. B. der in Haifa ansässige Ingenieur, Architekt und Archäologe Gottlieb Schumacher oder der in Jerusalem lebende Architekt, Archäologe und Missionar Conrad Schick. Aber auch andererseits wurde der britische Offizier und Forschungsreisende Charles William Wilson noch im Gründungsjahr 1878 Mitglied des Vereins.
In der Vorkriegszeit wurden zwei Ausgrabungen in Palästina (Jerusalem [1881] und  Megiddo [1903–1905]) vom Verein durchgeführt.
Der Verein veröffentlicht die jährlich erscheinende Zeitschrift des Deutschen Palästina-Vereins (ZDPV) mit Aufsätzen zur Geschichte und Kultur Palästinas.